# Barnebys
Barnebys är en svensk söktjänst för auktioner av konst, antikviteter, design och samlingsföremål från hela världen, exempelvis hittar man utbudet från auktionshus som Sotheby's, Bukowskis och Stockholms Auktionsverk.  Barnebys lanserades i Skandinavien hösten 2011, Sedan 2013 finns Barnebys även i Storbritannien.  
I Financial Times i maj 2014 beskrivs Barnebys som en av de ledande utmanarna inom auktionsvärlden. 